# Медведева, Юлия Валерьевна
Ю́лия Вале́рьевна Медве́дева (род. 27 мая 1986, Якутская АССР, РСФСР, СССР) — чемпионка мира по пауэрлифтингу и жиму лёжа, заслуженный мастер спорта России (2017).

## Биография
Родилась в Якутии, где работали её родители. Занималась акробатикой. Вернувшись в Североуральск, стала заниматься пауэрлифтингом у И. В. Кононова.
Выступая в юношеском разряде, становилась вице-чемпионкой России в 2002 и 2003 годах, чемпионкой России 2004 года, чемпионом мира 2003 и 2004 годов.
В юниорском разряде становилась чемпионкой России 2005, 2007 и 2008 годов, чемпионкой Европы 2009 года, чемпионкой мира 2005, 2007 2008 и 2009 годов.
Во взрослом разряде в 2007 становится вице-чемпионкой России в категории до 67,5 кг. Такое же достижение повторяет в 2008 и 2009 годах.
В 2010 году побеждает на чемпионате России по пауэрлифтингу, а также на чемпионате России по жиму лёжа. А на международной арене становится также чемпионкой как по пауэрлифтингу, так и по жиму лёжа.
В 2011 году становится чемпионкой России, на чемпионате мира по жиму лёжа становится третьей. На чемпионате мира по пауэрлифтингу, выступая в категории до 72 кг, завоёвывает серебро.

## Образование
Окончила Уральский государственный горный университет по специальности «Управление персоналом».